# 다네촌 (시가현)
다네촌(田根村)은 시가현 히가시아자이군에 설치되었던 촌이다. 현재의 나가하마시에 해당한다.